# Slovenska republiška liga 1970-1971
La Slovenska republiška nogometna liga 1970./71. (it. "Campionato calcistico della Repubblica di Slovenia 1970-71") fu la ventitreesima edizione del campionato della Repubblica Socialista di Slovenia. In questa stagione era nel terzo livello della piramide calcistica jugoslava.
Il campionato venne vinto dal Mercator, al suo primo titolo nella slovenia repubblicana.

Questa vittoria diede ai bianco-rossi la promozione diretta in Druga Liga 1971-1972.
Il capocannoniere del torneo fu Franc Krojs, del Branik Maribor, con 18 reti.

## Squadre partecipanti
Nell'estate 1970, lo Svoboda ha preso il nome dello sponsor: Mercator.
| Squadra       | Città          | Stagione 1969-70 | Stagione 1969-70  |
| Squadra       | Città          | Pos.             | Divisione         |
| ------------- | -------------- | ---------------- | ----------------- |
| Nafta         | Lendava        | 2°               | Slovenska zona    |
| Aluminij      | Kidričevo      | 3º               | Slovenska zona    |
| Svoboda       | Lubiana        | 4°               | Slovenska zona    |
| Rudar         | Trbovlje       | 5°               | Slovenska zona    |
| Izola         | Isola d'Istria | 6°               | Slovenska zona    |
| Kovinar       | Maribor        | 7°               | Slovenska zona    |
| Ilirija       | Lubiana        | 8°               | Slovenska zona    |
| Slavija Vevče | Lubiana        | 9°               | Slovenska zona    |
| Kladivar      | Celje          | 10°              | Slovenska zona    |
| Drava         | Ptuj           | 11°              | Slovenska zona    |
| Triglav       | Kranj          | 1°               | Zonska liga Ovest |
| Branik        | Maribor        | 1°               | Zonska liga Est   |

## Classifica
|  | Pos. | Squadra         | Pt | G  | V  | N | P  | GF | GS | DR  |
|  | ---- | --------------- | -- | -- | -- | - | -- | -- | -- | --- |
|  | 1.   | Mercator        | 32 | 22 | 12 | 8 | 2  | 57 | 25 | +32 |
|  | 2.   | Kladivar Celje  | 29 | 22 | 11 | 7 | 4  | 46 | 35 | +11 |
|  | 3.   | Rudar Trbovlje  | 26 | 22 | 9  | 8 | 5  | 37 | 31 | +6  |
|  | 4.   | Branik Maribor  | 25 | 22 | 9  | 7 | 6  | 51 | 39 | +12 |
|  | 5.   | Aluminij        | 25 | 22 | 8  | 9 | 5  | 40 | 36 | +4  |
|  | 6.   | Drava Ptuj      | 22 | 22 | 8  | 6 | 8  | 34 | 42 | −8  |
|  | 7.   | Slavija Vevče   | 20 | 22 | 6  | 8 | 8  | 33 | 38 | −5  |
|  | 8.   | Ilirija         | 19 | 22 | 6  | 7 | 9  | 21 | 28 | −7  |
|  | 9.   | Nafta           | 19 | 22 | 6  | 7 | 9  | 26 | 34 | −8  |
|  | 10.  | Izola           | 18 | 22 | 6  | 6 | 10 | 28 | 32 | −4  |
|  | 11.  | Triglav (−6)    | 13 | 22 | 7  | 5 | 10 | 43 | 44 | −1  |
|  | 12.  | Kovinar Maribor | 10 | 22 | 4  | 2 | 16 | 22 | 54 | −32 |

Legenda:
      Promosso in Druga Liga 1971-1972.
      Retrocesso nella divisione inferiore.
Note:
Due punti a vittoria, uno a pareggio, zero a sconfitta.

## Divisione inferiore
| Girone                                                                  | Vincitore | 2º posto      | 3º posto |
| ----------------------------------------------------------------------- | --------- | ------------- | -------- |
| Zonska liga Est                                                         | Slivnica  | Rudar Velenje | Steklar  |
| Zonska liga Ovest                                                       | Koper     | Zagorje       | Vozila   |
| In grassetto le squadre promosse in Slovenska republiška liga 1971-1972 |           |               |          |